# Siedliska (powiat przemyski)
Siedliska – wieś w Polsce położona w województwie podkarpackim, w powiecie przemyskim, w gminie Medyka, przy granicy z Ukrainą.
| SIMC    | Nazwa    | Rodzaj    |
| ------- | -------- | --------- |
| 0606659 | Kaczmary | część wsi |

W II Rzeczypospolitej wieś w powiecie przemyskim w województwie lwowskim.
W lutym 1945 nacjonaliści ukraińscy z OUN-UPA zamordowali tutaj 3 Polaków i 11 Ukraińców, w większości kobiet i dzieci, za "zdradę sprawy narodu ukraińskiego".

W latach 1944–1948 w ZSRR (rejon medycki, obwód drohobycki). W maju 1948, w związku z korektą granicy państwową między Polską a ZSRR, włączone z powrotem do Polski.
W latach 1975–1998 miejscowość należała administracyjnie do województwa przemyskiego.
W Siedliskach znajduje się osiedle (osadnictwo w latach 70. XX wieku wskutek przesiedlenia sąsiedniej wsi) i cmentarz.

## Zabytki
Cmentarz greckokatolicki – wpisany do rejestru zabytków 9 marca 1994 r., powstały na początku XX wieku. Znajduje się w centrum wsi, w miejscu, gdzie dawniej była zlokalizowana drewniana cerkiew zbudowana w 1917 r. Na jego terenie zachowały się 24 nagrobki, z których najstarszy pochodzi z 1909 r. Są tam również krzyże żeliwne z XX wieku, obeliski (m.in. Ukraińców poległych w 1918 r.) i betonowe postumenty z krzyżami o ludowych dekoracjach.
Budynek koszar poaustriackich – wpisany do rejestru zabytków 20 grudnia 1995 r. Powstał na przełomie XIX i XX wieku jako budynek mieszkalno-techniczny dla grupy fortecznej Siedliskiej Twierdzy Przemyśl. Obecnie znajduje się w nim szkoła (od lat 60. XX wieku). Mieści się w południowej części wsi. Jest to murowany z cegły, parterowy budynek, który stanowi część zespołu pokoszarowego (reszta zabudowań jest w stanie ruiny).
Fort „WXV Borek” – wpisany do rejestru zabytków 30 czerwca 1971 r.
Fort „W I Salis Soglio” – wpisany do rejestru zabytków 3 listopada 1987 r.

## Linki zewnętrzne

Zabytkowe forty
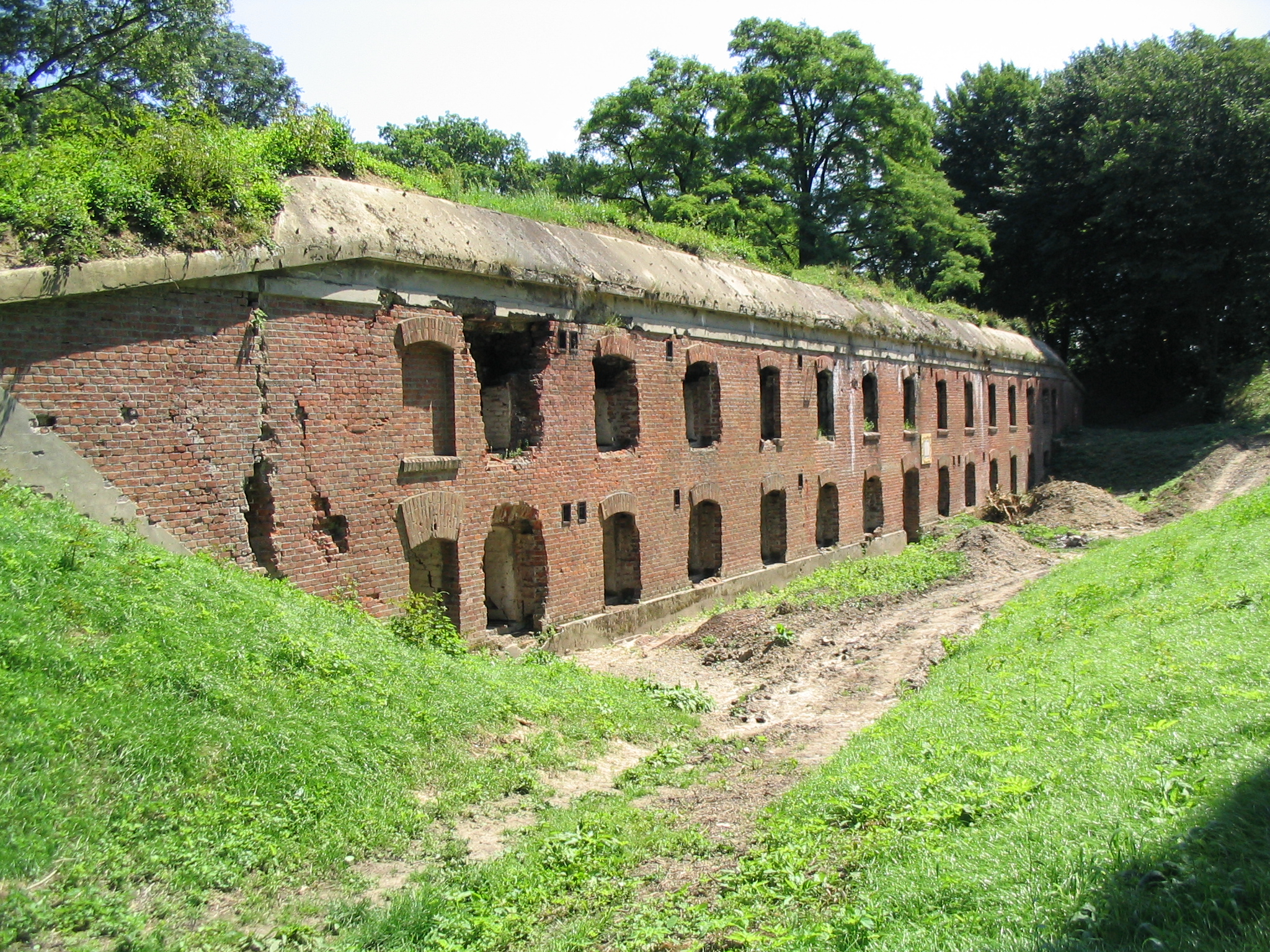
"WXV Borek"
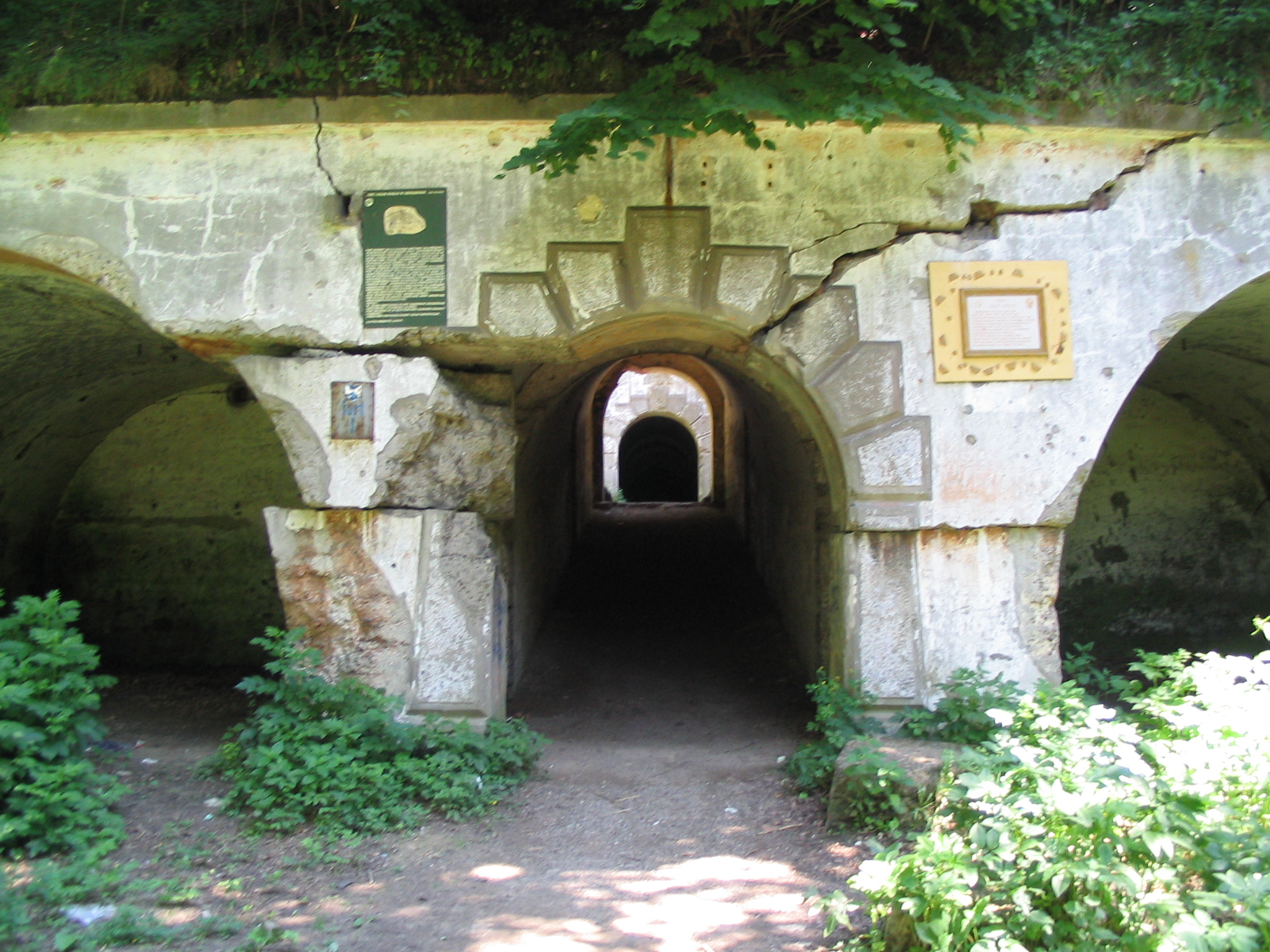
"W I Salis Soglio"